# دانیل چارلز اسپری
دانیل چارلز اسپری (انگلیسی: Daniel Spry؛ ۴ فوریه ۱۹۱۳ – ۲ آوریل ۱۹۸۹) فرد نظامی اهل کانادا بود. وی همچنین برندهٔ جوایزی همچون نشان امپراتوری بریتانیا شده‌است.